# Kaika
Cesarz Kaika (jap. 開化天皇 Kaika tennō) – 9. cesarz Japonii, według tradycyjnego porządku dziedziczenia.
Kaika panował w latach 157 p.n.e. – 98 p.n.e.
Mauzoleum cesarza Kaika znajduje się w prefekturze Nara. Nazywa się ono Kasuga no Izakawa no saka no e no misasagi.